# St. James's Park
St. James's Park (Parque Santiago, en español) es un parque británico que cuenta con una extensión de 23 hectáreas en la zona de Westminster, en el centro de Londres. Es el más antiguo de los Parques Reales de la ciudad y se encuentra en el extremo sur de la zona de St. James, que fue nombrado en honor de un hospital de leprosos dedicado a Santiago el Menor.
St James's Park está rodeado por el palacio de Buckingham al oeste, The Mall y palacio de St. James al norte, Horse Guards al este, y Bridcage Walk al sur. El parque tiene un pequeño lago, el St. James-Park's Lake, con dos islas, Duck Island (llamado así debido a la colección de patos del lago), y West Island. Un puente que cruza el lago ofrece una magnífica vista al oeste del palacio de Buckingham enmarcado por árboles y fuentes, y una estupenda vista del edificio principal de la Foreign and Commonwealth Office, al este.
El parque es el más oriental de la cadena de parques de Londres que incluye también, hacia el oeste, a Green Park, Hyde Park y Kensington Gardens. La paradas del metro de Londres más cercanas son las St James's Park, Victoria Station, y Westminster.

## Historia

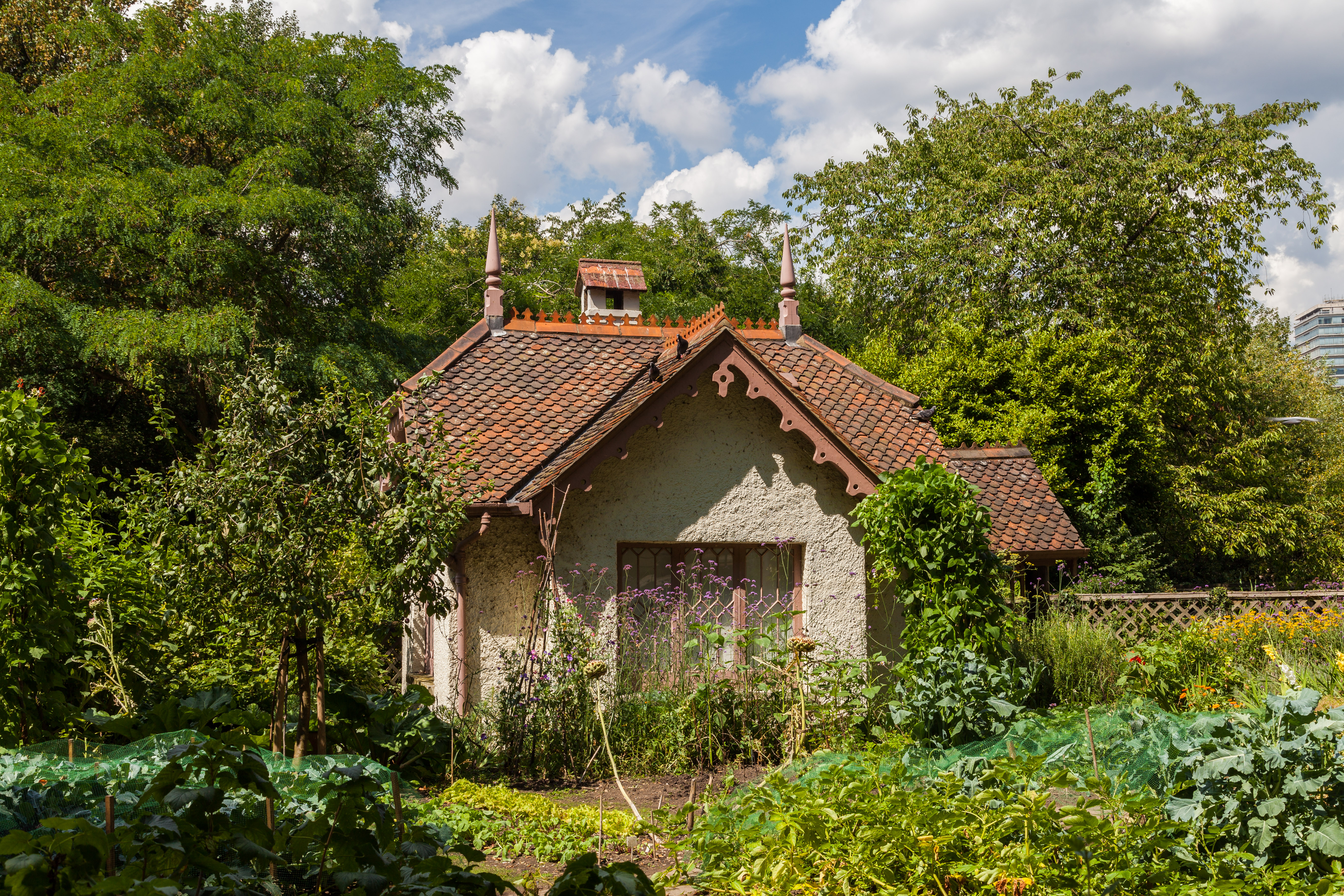
Cabaña de la isla del Pato

En 1532, Enrique VIII compró la zona de la marisma pantanosa, a menudo inundada por el arroyo Tyburn, al Colegio Eton. Este terreno lindaba al oeste con el Palacio de York, recientemente comprado por Enrique al Cardenal Wolsey, se adquirió para convertir al palacio de York en una residencia adecuada para el rey. Cuando Jacobo I ascendió al trono en 1603, ordenó que se drenara el parque y que se ajardinara, y guardó en él a varios animales exóticos, entre los que había camellos, cocodrilos, y un elefante, así como aviarios que contenían aves exóticas.

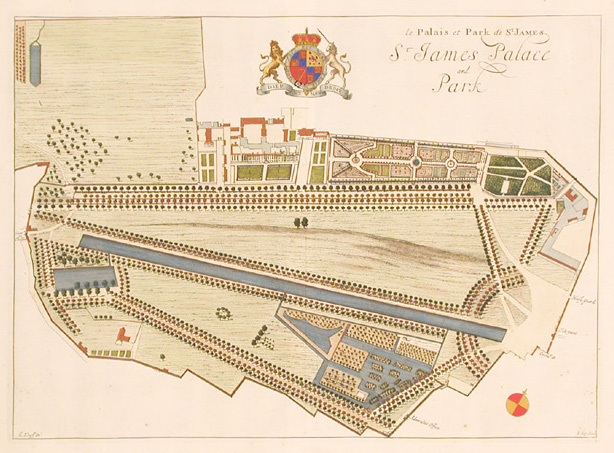
Plano de St James's Park

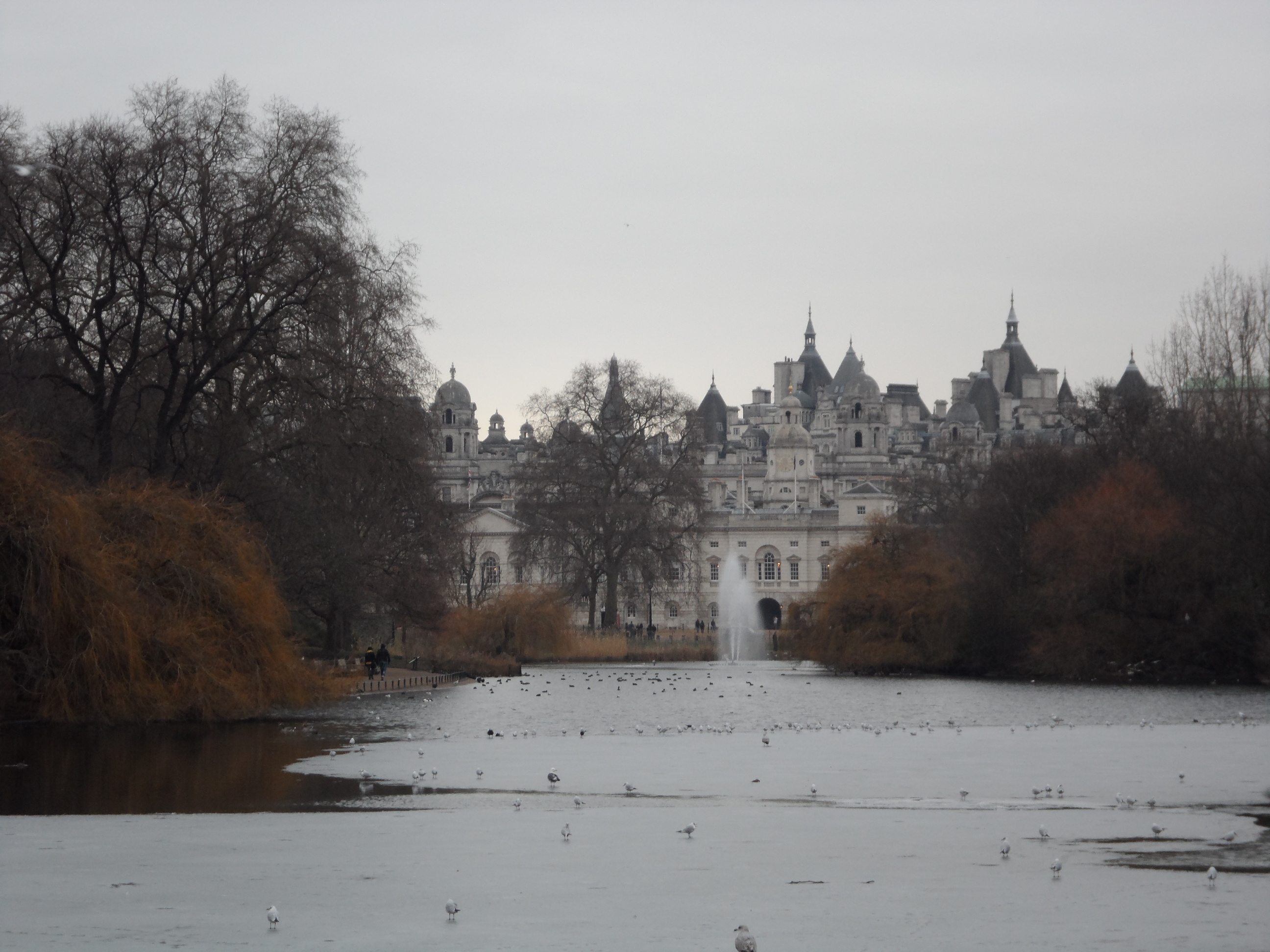
St. James’s Park en invierno

Durante el exilio del rey Carlos II en Francia en el período de la Commonwealth de Inglaterra, el joven rey quedó muy impresionado por los elaborados jardines de los palacios reales franceses, y tras su vuelta de Francia ordenó que se re diseñara el parque para darle un aire más formal, este trabajo fue probablemente encargado al paisajista francés André Mollet. Estos planes incluían la creación de un canal de 775 por 38 metros que se puede observar en la imagen de la derecha. Carlos II abrió el parque al público, así como lo usaba para entretener a invitados y amantes, como Nell Gwyn. 
El siglo XVIII vio muchos cambios, incluyendo la reclamación de parte del canal por parte de Horse Guards Parade y la adquisición en 1761 de Buckingham House (ahora Palacio de Buckingham) por parte de la familia real.
Las posteriores remodelaciones hechas entre 1826 y 1827, comisionadas por el Príncipe Regente (el posterior Jorge IV) y supervisadas por el arquitecto y paisajista John Nash, vieron como el canal se transformó en un lago, y las avenidas formales se transformaron en paseos más románticos. Al mismo tiempo, Buckingham House se amplió para crear el actual palacio y se construyó el Marble Arch como entrada, mientras que The Mall pasó a ser un gran paseo ceremonial, abierto al público 60 años más tarde en 1887, el Marble Arch se trasladó a su localización actual en la intersección de Oxford Street con Park Lane en 1851 y fue reemplazado por el Victoria Memorial entre 1906 y 1926.